# Барбара Хърнстийн Смит
Барбара Хърнстийн Смит (на английски: Barbara Herrnstein Smith, р. 1932, Ню Йорк, САЩ) е американска литературна историчка и теоретичка, прочута с книгата си Случайности на ценността: Алтернативни перспективи пред критическата теория. Бракстън Крейвън професор по сравнително литературознание и англицистика и директор на Центъра за интердисциплинни изследвания на науката и по културна теория в университета Дюк и Почетен професор по англицистика в университета Браун.

## Биография
Родена е през 1932 г. в Ню Йорк. Следва за кратко в Сити колидж, Ню Йорк, където учи биология, експериментална психология и философия. Бакалавърска (summa cum laude) (1954), магистърска (1955) и докторска степен (1965) получава в Университета Брандис.
Между 1961 и 1973 г. Смит преподава в колежа Бенингтън. През 1973 г. вече е в Пенсилванския университет. През 1987 г. се премества в Университета Дюк, а през 2003 г. – в Университета Браун.
Член е на Центъра за академични изследвания в областта на поведенческите науки към Станфордския университет и на Института за академични изследвания в Принстън.

## Научни приноси и творчество
Смит е авторитетна изследователка, известна най-вече с труда си по критическа теория от 1988 г. Случайности на ценността: Алтернативни перспективи пред критическата теория. В този труд тя разглежда различните либерални, консервативни и други възгледи за „ценностите“ в рамките на своята „метаметатеория“ на случайностите, теоретичен подход, повлиян от икономиката. Тя използва теорията си, за да анализира литературни, естетически и други видове ценности, опитвайки се да покаже доколко могат да се прилагат каквито и да е обективни стандарти.
През последните години Смит се занимава с мястото на хуманитарните науки сред науките изобщо и на това са посветени книгата ѝ Скандалното познание и участието ѝ в т.нар. Тери лекции в Йейл (2006), озаглавено Рефлексиите върху природата: Човешкото познание във възела на науката и религията.

## Избрана библиография
- Poetic Closure: A Study of How Poems End (Поетическият завършек: Изследване как завършват стихотворенията) (1968)
- On the Margins of Discourse: The Relation of Literature to Language (За маргиналиите на дискурса: Връзката на литературата с езика) (1978)
- Contingencies of Value: Alternative Perspectives for Critical Theory (Случайности на ценността: Алтернативни перспективи пред критическата теория) (1988)
- Belief and Resistance: Dynamics of Contemporary Intellectual Controversy (Вяра и съпротива: Динамика на съвременното интелектуално противопоставяне) (1997)
- Scandalous Knowledge: Science, Truth and the Human (Скандалното познание: Науката, истината и човешкото) (2006)
- Natural Reflections: Human Cognition at the Nexus of Science and Religion (Terry Lectures) (Рефлексиите върху природата: Човешкото познание във възела на науката и религията) (2010)

### Редакторство и съставителство
- Shakespeare's Sonnets (1969)
- The Politics of Liberal Education (съредактор заедно с Дарил Глес) (1992)
- Mathematics, Science, and Postclassical Theory (съредактор заедно с Аркадий Плотницки) (1997)

## Признание и награди
- Награда „Крисчън Гос“ (1968) за Поетическият завършек
- Награда „Експликейтър“ (1968) за Поетическият завършек
- Гугенхаймова стипендия (1977 – 78)
- Президент на Американската асоциация за съвременни езици и литератури (1988).
- Избрана за член на Американската академия на изкуствата и науките (1999)
- Почетен член на Американската асоциация на авангардните науки (2001)